# Comboi (pel·lícula)
Comboi (títol original: Convoy) és una pel·lícula britànico-estatunidenca dirigida per Sam Peckinpah estrenada el 1978. Ha estat doblada al català.

## Argument
A Arizona, uns camioners formen un convoi de protesta en solidaritat amb Rubber Duck, un dels els seus, blanc de les persecucions del xèrif Wallace. Després de passar a Nou Mèxic, les forces de l'ordre es despleguen per dispersar els manifestants, però la resistència s'organitza al mateix temps que l'afer pren amplada.

## Repartiment
- Kris Kristofferson: Rubber Duck
- Ali MacGraw: Melissa
- Burt Young: Love machine
- Ernest Borgnine: el xèrif Lyle Wallace
- Seymour Cassel: el governador Jerry Haskins
- Franklyn Ajaye: Mike l'Aranya

## Cançons
- Convoy, interpretada per C. W. McCall
- Blanket on the Ground, lletra i música de Roger Bowling, interpretada per Billie Jo Spears
- Lucille, lletra i música de Roger Bowling i Hal Bynum, interpretada per Kenny Rogers
- I Cheated on a Good Woman's Love, interpretada per Billy « Crash » Craddock
- Okie from Muskogee, lletra i música de Roy Edward Burris i Merle Haggard, interpretada per Merle Haggard
- Keep on the Sunny Side, interpretada per Doc Watson
- Walk Right Back, interpretada per Annie Murray
- Cowboys Don't Get Lucky All the Time, interpretada per Gene Watson
- Don't It Make Your Brown Eyes Blue, interpretada per Crystal Gayle
- Southern Nights, lletra i música d'Allen Toussaint, interpretada per Glen Campbell

## Rodatge
- Exteriors: Alamogordo, Albuquerque, Cuba, Las Vegas, Los Cerrillos i Madrid (Nou Mèxic), Needles (Califòrnia)